# 山川出版社
株式会社山川出版社（やまかわしゅっぱんしゃ、英語: Yamakawa Shuppansha Ltd.）は、高校教科書（地歴公民科）・参考書・歴史関係の一般書などを刊行する日本の出版社である。

## 概要
1948年（昭和23年）8月、野澤繁二（1914年12月12日-1994年、東京生まれ。慶應義塾大学経済学部卒）が創業。 2022年現在の社長は、元ラグビー選手の野澤武史。
専門書から一般書まで幅広く手がけている歴史書の分野でも老舗である。2009年時点では、教科書以外は40～60代の読者層を想定していたが、2018年には20～30代の社会人向けに「日本史」と「世界史」の「学び直し」をテーマに低価格でカラーページやコラムを大幅に増やした改訂版を出した。2018年には創業70周年を迎え、「歴史の転換期」シリーズの刊行を開始した。
2019年11月1日、山川図書出版(株) （東京都新宿区北町34）を吸収合併した。
地理学分野に強い二宮書店とは2016年から業務提携関係にあり、2025年4月1日をもって二宮書店と経営統合し、新たに山川出版社となった。

## 教科書・教材
- 文部科学省検定済教科書の発行者番号は81。
- 高等学校向け検定教科書の地理歴史科・公民科の各科目（地理は、令和7年に吸収した二宮書店発行分を継承したものとなり、令和8年度入学者分から学年進行で本格参入予定）を発行している。
  - 日本史は、2011年度教科書採択では「日本史A」（31.6%）・「日本史B」（67.8%）とも発行者別占有率は第1位である。
  - 世界史も、2011年度教科書採択では「世界史A」（30.1%）・「世界史B」（56.0%）とも発行者別占有率は第1位である。
  - 同社における「日本史」「世界史」は、1951年（昭和26年）に文部省（現文部科学省）検定教科書として採用されて以来、戦後の社会科時代から現在に至るまで歴史教育の基盤となってきた。採択されていない進学校の生徒は各自で買い求めることも多く、実際の市場占有率はさらに高いと考えられている。
- 生徒向けの各教科の用語集や一問一答をはじめとする参考書や問題集[6]、先生向けのPCソフトやムービーなどのDVD教材、オーディオブック等も販売している[7]。
- 任天堂が2004年に開発した携帯型ゲーム機、ニンテンドーDSに対しては2007年に「山川出版社監修 詳説日本史B 総合トレーニング」と同「世界史B」、2010年にはその改訂版となる「新・総合トレーニングPLUS」を日本史Bと世界史Bの両方で製作・監修し、現在はバンダイナムコエンターテインメントより発売している[8]。

## 一般向け書籍
一般読者向けに高校教科書を再編集した「もういちど読むシリーズ」が有名である。
2017年7月時点で累計130万部を突破するロングセラー。「もういちど読むシリーズ」は現行の教科書の1つ前の版を再構成し、表紙とレイアウトを変更した上で、地図や資料を加えたり、注釈を本文中に組み込み太字装飾も解除するなど、一般向けに読みやすく変更されている。
2009年8月30日に刊行を開始した「もういちど読む山川日本史」「もういちど読む山川世界史」は幅広い客層に受け入れられ異例のヒットとなった。これを受け、数研出版とコラボレーションして同シリーズを展開している。
歴史学の必携書と評価の高い書籍も多数展開している。「世界歴史大系」「世界各国史」「宗教の世界史」「世界史・日本史リブレット」「日本歴史大系」「新体系日本史」「県史（全国版）」「歴史散歩（全国版）」「日本史リブレット"人"」をはじめとする多くのシリーズがあり、辞典分野では、20世紀の日本史学を統括する「日本史広辞典」をはじめ、「日本史・世界史小辞典」「日本思想史辞典」を刊行している。
研究学術書の分野でも、騎馬民族征服王朝説を提唱した江上波夫の文化史論集や、近代ドイツ史の研究者として後に東京大学の総長も務めた林健太郎の著作集など歴史学界に大きな足跡を残す多くの論集を刊行。1889年創刊の雑誌『史學雜誌』も取り扱っている。